# Joseph Buttigieg
Joseph Anthony Buttigieg II (Ħamrun, 20 maggio 1947 – South Bend, 27 gennaio 2019) è stato un filologo, critico letterario e traduttore maltese naturalizzato statunitense.
Tradusse e curò la prima edizione in lingua inglese dei Quaderni del carcere di Antonio Gramsci.
Era padre di Pete Buttigieg, Segretario dei Trasporti durante la presidenza Biden.

## Biografia

### Infanzia e istruzione
Buttigieg nacque a Malta nel 1947, primo degli otto figli di Joseph Anthony Buttigieg e Maria Concetta Portelli. Dopo aver completato i primi studi a Ħamrun, Buttigieg si laureò all'Università di Malta. In seguito, ottenne un Bachelor of Philosophy all'Heythrop College di Londra e un Doctor of Philosophy alla Binghamton University di New York nel 1976. Nel 1979 ottenne la cittadinanza statunitense.

### Carriera accademica
Buttigieg cominciò la sua carriera accademica nel 1976 all'Università statale del Nuovo Messico di Las Cruces. Qui incontrò Jennifer Anne Montgomery, che nel 1980 divenne sua moglie.
Buttigieg si specializzò in teoria e letteratura moderna europea. Tradusse in inglese i tre volumi dei Quaderni del carcere di Antonio Gramsci, pubblicandoli dal 1992 al 2007 con il sostegno della National Endowment for the Humanities. Fu fondatore e presidente della International Gramsci Society. Fu anche professore di inglese e direttore del Dipartimento Inglese dell'Università di Notre Dame a South Bend, nell'Indiana.

### Morte
Morì il 27 gennaio del 2019.
Suo figlio, Pete Buttigieg divenne sindaco di South Bend e fu candidato alle elezioni primarie del Partito Democratico per la presidenza degli Stati Uniti nel 2020.

## Opere
- Criticism Without Boundaries: Directions and Crosscurrents in Postmodern Critical Theory (University of Notre Dame Press, 1987).[3][4]
- A Portrait of the Artist in Different Perspective (Ohio University Press, 1987).[5]
- (a cura di, con Carmel Borg and Peter Mayo), Gramsci and Education (Rowman & Littlefield, 2002).[6]
- (a cura di, con Thomas Kselman), European Christian Democracy: Historical Legacies and Comparative Perspectives (University of Notre Dame Press, 2003).[7]
- (a cura di) Prison Notebooks (vols. 1-3) di Antonio Gramsci (Columbia University Press, 1992-2007).[8][9]